# Koninklijke Belgische Golf Federatie
De Koninklijke Belgische Golffederatie (KBGF), in het Frans Fédération Royale Belge de Golf (FRBG), behartigt de belangen van de amateur golfspelers in België.

## Geschiedenis
De Golf Federatie werd opgericht in 1912 door Edmond Solvay. Als captain van de Royal Golf Club de Belgique stond hij in contact met buitenlandse golfclubs en voelde de nood voor een federatie ter ontwikkeling van de golfsport in België. Daaropvolgend werd op 19 maart 1912 de federatie voor Belgische golfclubs opgericht. De eerste golfclubs die zich aansloten waren die van Ravenstein, Oostende, Spa, Antwerpen, Lombardzijde, Gent en Knokke.
De oprichting van de vereniging zonder winstoogmerk "Koninklijke Belgische Golf federatie", in het "Frans Fédération Royale Belge de Golf", vond pas plaats op 18 december 1946 door:
- Royal Golf Club de Belgique,
- Royal Antwerp Golf Club,
- Golf Club de Sart-Tilman,
- Royal Golf Club les Buttes Blanches,
- Royal Golf Club du Hainaut,
- Golf Club des Fagnes in Verviers,
- Waterloo Golf Club en de
- Royal Zoute Golf et Tennis Club.

## Belgisch Kampioenschap Interclubs

### Heren 1 Divisie 1
| - 1946 Ravenstein - 1947 Zoute - 1948 Zoute - 1949 Ravenstein - 1950 Antwerp - 1951 Zoute - 1952 Zoute - 1953 Antwerp - 1954 Waterloo - 1955 Antwerp - 1956 Ravenstein - 1957 Antwerp - 1958 Antwerp - 1959 Waterloo - 1960 Waterloo | - 1961 Zoute - 1962 Waterloo - 1963 Ravenstein - 1964 Antwerp - 1965 Ravenstein - 1966 Ravenstein - 1967 Ravenstein - 1968 Ravenstein - 1969 Ravenstein - 1970 Waterloo - 1971 Ravenstein - 1972 Waterloo - 1973 Antwerp - 1974 Ravenstein - 1975 Ravenstein | - 1976 Waterloo - 1977 Ravenstein - 1978 Waterloo - 1979 Ravenstein - 1980 Zoute - 1981 Waterloo - 1982 Waterloo - 1983 Waterloo - 1984 Zoute - 1985 Waterloo - 1986 Waterloo - 1987 Waterloo - 1988 Waterloo - 1989 Waterloo - 1990 Waterloo | - 1991 Waterloo - 1992 Waterloo - 1993 Waterloo - 1994 Waterloo - 1995 Waterloo - 1996 Waterloo - 1997 Antwerp - 1998 Antwerp - 1999 Antwerp - 2000 Rigenée - 2001 Waterloo - 2002 Limburg - 2003 Waterloo - 2004 Ravenstein - 2005 Rinkven | - 2006 Waterloo - 2007 Keerbergen - 2008 Rinkven - 2009 Rinkven - 2010 Rinkven - 2011 Ravenstein - 2012 Rinkven - 2013 Antwerp - 2014 Keerbergen - 2015 Rinkven - 2016 Rinkven - 2017 Waterloo - 2018 Waterloo - 2019 Antwerp - 2020 | - 2021 Rinkven - 2022 Rinkven - 2023 Rinkven - 2024 Waterloo |

### Dames 1 Divisie 1
| - 1946 Ravenstein - 1947 Buttes Blanches - 1948 Waterloo - 1949 Buttes Blanches - 1950 - - 1951 Zoute - 1952 Ravenstein - 1953 Ravenstein - 1954 Ravenstein - 1955 Ravenstein - 1956 Spa - 1957 Ravenstein - 1958 Waterloo - 1959 Ravenstein - 1960 Spa | - 1961 Antwerp - 1962 Ravenstein - 1963 Ravenstein - 1964 Waterloo - 1965 Waterloo - 1966 Ravenstein - 1967 Waterloo - 1968 Waterloo - 1969 Mons - 1970 Ravenstein - 1971 Ravenstein - 1972 Waterloo - 1973 Ravenstein - 1974 Waterloo - 1975 Waterloo | - 1976 Waterloo - 1977 Antwerp - 1978 Waterloo - 1979 Waterloo - 1980 Ravenstein - 1981 Antwerp - 1982 Antwerp - 1983 Antwerp - 1984 Antwerp - 1985 Waterloo - 1986 Antwerp - 1987 Antwerp - 1988 Waterloo - 1989 Zoute - 1990 Zoute | - 1991 Ravenstein - 1992 Waterloo - 1993 Waterloo - 1994 Waterloo - 1995 Waterloo - 1996 Waterloo - 1997 Sart Tilman - 1998 Rigenée - 1999 Sart Tilman - 2000 Rigenée - 2001 La Tournette - 2002 Hainaut - 2003 Waterloo - 2004 La Tournette - 2005 Waterloo | - 2006 Waterloo - 2007 Waterloo - 2008 Rigenée - 2009 Rigenée - 2010 Latem - 2011 Rigenée - 2012 La Tournette - 2013 Sart Tilman - 2014 Rigenée - 2015 Rigenée - 2016 Rigenée - 2017 Rigenée - 2018 Rigenée - 2019 Waterloo - 2020 | - 2021 La Tournette - 2022 Ravenstein - 2023 Rigenée - 2024 Rigenée |